# De corazón a corazón
De corazón a corazón es un largometraje estadounidense estrenado en 1941 que cuenta la historia de Edna Gladney, quien ayuda a los niños huérfanos a encontrar hogar, a pesar de la oposición de los "buenos" ciudadanos quienes piensan que los niños ilegítimos no son de su interés. El filme está protagonizado por Greer Garson, Walter Pidgeon, Felix Bressart, Marsha Hunt y Fay Holden.